# Johannes Schubert (Philologe)
Johannes Siegfried Schubert (* 7. September 1896 in Annaberg; † 2. August 1976 in Leipzig) war ein deutscher Tibetologe.

## Leben
Johannes Schubert kam am 7. September 1896 im Annaberger Postgut als Sohn des kaufmännischen Angestellten Guido Emil Schubert zur Welt. Er besuchte die Höhere Bürgerschule und das Realgymnasium in Plauen. Bedingt durch seine Teilnahme am Ersten Weltkrieg sowie familiäre Gründe legte Schubert das Abitur erst 1920 in Leipzig ab.
In der Folge nahm er zunächst 1920 die Studien der Theologie und Philosophie an der Universität Leipzig auf, die er 1922 abbrach, um als Gelegenheitsarbeiter seine finanzielle Situation aufzubessern. Anschließend widmete er sich zuerst dem Studium der Orientalistik in Leipzig, ab 1926 den Studien Chinesisch, bei August Conrady, Otto Franke und Erich Schmitt, Tibetisch, bei Friedrich Weller und August Hermann Francke, Türkisch, bei August Fischer, sowie Mongolisch und Mandjurisch, bei Erich Hauer und Erich Haenisch, in Berlin, bevor er 1928 mit einer Arbeit über die Tibetische Nationalgrammatik zum Dr. phil. promoviert wurde.
Nach seinem Studienende trat Schubert in den wissenschaftlichen Bibliotheksdienst ein und war bis 1954 als Bibliotheksrat und Fachreferent für Orientalistik an der Universitätsbibliothek Leipzig tätig. Zusätzlich erfüllte Schubert zwischen 1934 und 1945 einen Lehrauftrag für Tibetisch und Mongolisch an der Philologisch-Historischen Abteilung der Philosophischen Fakultät der Universität Leipzig. Darüber hinaus trat Schubert 1934 der NSV, im gleichen Jahr dem Reichsbund deutscher Beamter, 1937 der NSDAP sowie 1939 dem DRK bei.
Johannes Schubert, der nach dem Zweiten Weltkrieg ab 1946 dem FDGB, ab 1950 der DSF angehörte und als Mitarbeiter in der Nationalen Front der DDR fungierte, hatte, obwohl nicht habilitiert, von 1952 bis 1955 die Professur mit Lehrauftrag für Tibetisch, von 1955 bis 1960 die Professur mit vollem Lehrauftrag für Tibetisch sowie von 1960 bis 1962 die Professur mit Lehrstuhl für Tibetologie an der Philosophischen Fakultät der Universität Leipzig inne. Zudem unternahm er mehrere Forschungsreisen nach Ostasien, so 1955 nach Tibet sowie 1957, 1959 und 1961 in die Mongolei.
Schubert, der 1942 an der Auswertung der Materialien der SS-Tibetexpedition unter Ernst Schäfer beteiligt war, verlegte seinen Forschungsschwerpunkt auf Studien zu Zentralasien, zum Lamaismus und zur Bibliographie.
Johannes Schubert, der mit Maria geborene Hötzel verheiratet war, verstarb am 2. August 1976 fünf Wochen vor Vollendung seines 80. Lebensjahres in Leipzig.

## Ehrungen
Johannes Schubert wurde 1966 mit der Verdienstmedaille der DDR ausgezeichnet. Ferner wurde er mit der Ehrennadel in Silber sowie 1974 der Ehrennadel in Gold der Deutsch-Südostasiatischen Gesellschaft gewürdigt.

## Publikationen (Auswahl)
- Das Sum-cu-pa und Rtags-Kyi-\'ajug-pa. Tibetische Nationalgrammatik (=Artibus Asiae, Supplement, Bd. 1), Leipzig 1937.
- (mit Fred Schindler): Roter Fluß und Blaue Berge. Durch Dschungel und Urwald von Assam, Leipzig 1960.
- Ritt durch Burchan-chaldun, Leipzig 1963.
- Paralipomena Mongolica. Wissenschaftliche Notizen über Land, Leute und Lebensweise in der Mongolischen Volksrepublik, Berlin 1971.